# 平壤水族館
《平壤水族館：我在北韓古拉格的十年》（法語：Les aquariums de Pyongyang: dix ans au goulag nord-coréen）是一本由朝鲜出逃者姜哲煥及法國作家李古樂合撰的書籍，其法語版本於2000年首度出版，2001年先後發行英文及韓文版，2012年衛城出版推出中文版。
該書記述了朝鮮勞動黨如何以強權來掠奪姜哲煥的富裕家庭之所有財產及物資，以及姜及其家人被朝鲜當局關押於耀德集中營的經歷。姜哲煥的祖父本是在日朝鮮人，在日本做了很大的生意，于1960年代左右受朝总联鼓动前往朝鲜，朝鲜政府将他们一家安置在平壤，并任命祖父为平壤商业管理局副局长。不久，姜哲煥的祖父发觉自己“受骗”，朝鲜的生活没宣传中的那样如意，因此对朝鲜体制颇有微词，继被朝鲜當局「懷疑」進行「叛國」活動而拘捕，姜哲煥也連同祖父母、父親（母親因是革命烈士之女而倖免）、叔父及妹妹被關押於耀德集中營2915號囚室。在被關的十年間，他目睹了營內多起殘暴事件。另外，該書也記載了姜哲煥出逃北韓，在中國躲避並且最終抵達韩国的經過。
該書是首部記述朝鲜監獄系統的著作，也使姜哲煥獲得美國總統喬治布殊的重視。在2005年的修訂版中，加入了姜與喬治布殊會晤的經過。